# أنتو غرابو
أنتو غرابو مواليد 7 ديسمبر 1960 في تراونيك، جمهورية يوغوسلافيا الاشتراكية الاتحادية، هو لاعب كرة قدم بوسني. يلعب كلاعب وسط. مثّل منتخب البوسنة والهرسك لكرة القدم.

## المسيرة الاحترافية

### أندية لعب لها
- نادي جيلييزنيتشار ساراييفو
- نادي جنوب الصين
- نادي سون هي